# وميض خضر
وميض خضر (1 أكتوبر 1958) هو لاعب عراقي، يلعب في مركز وسط مع منتخب العراق، وشارك في بطولة العالم للشباب لكرة القدم 1977. لعب ضمن تشكيلة المنتخب العراقي بين عامي 1978 و1981.